# Pineville (Luisiana)
Pineville es una ciudad ubicada en la parroquia de Rapides en el estado estadounidense de Luisiana. En el Censo de 2010 tenía una población de 14555 habitantes y una densidad poblacional de 426,16 personas por km².

## Geografía
Pineville se encuentra ubicada en las coordenadas 31°20′32″N 92°24′32″O / 31.34222, -92.40889. Según la Oficina del Censo de los Estados Unidos, Pineville tiene una superficie total de 34.15 km², de la cual 32.72 km² corresponden a tierra firme y (4.2%) 1.43 km² es agua.

## Demografía
Según el censo de 2010, había 14555 personas residiendo en Pineville. La densidad de población era de 426,16 hab./km². De los 14555 habitantes, Pineville estaba compuesto por el 64.61% blancos, el 30.8% eran afroamericanos, el 0.51% eran amerindios, el 1.55% eran asiáticos, el 0.09% eran isleños del Pacífico, el 0.56% eran de otras razas y el 1.89% pertenecían a dos o más razas. Del total de la población el 2.58% eran hispanos o latinos de cualquier raza.